# 泰瑟公園
泰瑟公園，新加坡的一個莊園，以荷蘭路及泰瑟爾大道為界，並靠近新加坡植物園。此私人土地自1862年而屬於柔佛蘇丹，其中部分土地分別於1990年和2009年由新加坡政府收購。
該房產一般禁止公眾參觀（不包括已收購之部分），並沿泰瑟大道用柵欄圍起來。稱為「Catterick Circle」之環路曾穿過該莊園，即使在已故柔佛蘇丹的前宮殿不再出現在新加坡的任何現代地圖上之後，該環路仍然顯示在地圖上。然而，此環島在20世纪90年代被正式從更新的新加坡地圖中刪除。

## 歷史

### 早期殖民时期
新加坡於1819年成為海峽殖民地貿易港口後約三四十年，毗鄰莊園包括位於東陵之伍德努克及泰瑟，最初分別由英國貿易商約翰·迪爾·羅斯船長及律師威廉·納皮爾 所擁有，以為其私人住宅。
據《新加坡自由報》報道，新加坡報紙首次提及泰瑟是在1860年11月5日，當時Paterson, Simons & Co. 之商人William Paterson之妻在泰瑟誕下其子。 此莊園由由蘇丹阿布·巴卡在1850年代末買下。1862年，其父天猛公·達因·依布拉欣去世並由彼在位柔佛州天猛公後，由直落·布蘭雅遷其住所至該處，並以伍德努克王宮為官邸，再名其為「Istana（王宮）」。

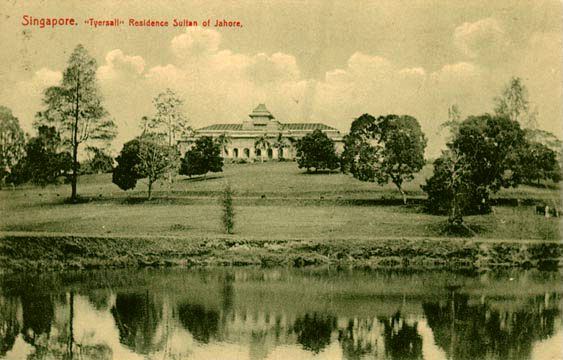
泰爾索爾王宫（1892至1935年）

1881年11月19日，柔佛王蘇丹阿布·巴卡攜其到新加坡東陵地區（包括伍德努克及泰瑟）。 據聞1883年5月21日，新加坡第一條電話線已在泰瑟別墅與伍德努克別墅之間投入使用，次月Oriental Telephone Company開通了新加坡和柔佛之間的電話通訊。 1887年9月7日，委員會在該處成立變裝狩獵俱樂部。1890年，蘇丹阿布·巴卡清拆了納皮爾的故居，並於其原址上建彼宮殿。泰瑟王宮竣工後，於1892年12月3日由第13任海峽殖民地總督史密斯主持開幕，而蘇丹已為一些歷史性活動及聚會舉辦招待會。眾所周知，此宮殿係新加坡首座通電之建築。 
1892年12月10日，蘇丹在皇宮獲光緒帝授予一級雙龍寶星，駐新加坡總領事亦已轉達彼對允許華人在柔佛定居之關愛、同情及恩慈。眾多華人商人齊聚一堂，共同見證了此次發佈會。 1893年4月6日，蘇丹為弗朗茨·斐迪南大公一行舉行招待會，奧地利弗朗茨·斐迪南大公一行於傍晚5時30分抵達蘇丹官邸。大公與法蘭茲·費迪南大公弗朗茨·斐迪南大公一行參觀宮殿內之各房間及物品，後乘坐蘇丹之馬車前往丹戎巴葛方向。 
在1895年4月14日訂立之遺囑中，伍德努克獲遺贈予其第四任妻哈蒂亞王妃，而其餘房產則成為柔佛州之國有財產。蘇丹於1895年4月15日在皇宮舉行了最後一次招待會，接着於1895年4月23日乘坐北京郵政蒸汽船離開新加坡前往歐洲。1895年6月4日，他在倫敦南肯辛頓因肺炎去世後，泰瑟公園及其房產不久被移交予其子，而此子於1895年11月登基為柔佛蘇丹依布拉欣。然而，新蘇丹更願意留在伍德努克別墅。1896年8月3日，柔佛蘇丹依布拉欣第一任翁姑·邁穆納邀請暹羅國王拉瑪五世及王后Savang Vadhana到皇宮，並熱情招待蘇丹之家人。
1897年5月29日，蘇丹在泰瑟邀約一百名賓客面前舉辦盛大之比賽週蒂芬。1899年4月24日，蘇丹·依布拉欣為新加坡馬球俱樂部之運動員設立一訓練場，以便在實龍崗路賽馬場（現為花拉公園之一部份）無法訓練時使用。該訓練場後來稱為「泰瑟馬球場」。 1899年9月30日，新加坡馬球俱樂部在此地舉辦第一屆馬狗表演。
1900年2月17日，蘇丹與第四國王親兵團於泰瑟馬球場舉行告別金卡拉儀式，是日，在宮殿舉行告別午餐會，出席嘉賓超過60人，其中包括國王親兵團、第十六屆馬德拉斯本土步兵團、其他駐軍的軍官、官方、商業及體育代表。新加坡馬球俱樂部於1900年7月14日舉辦第二屆馬狗表演。1904年2月1日，哈蒂亞王妃薨，蘇丹·依布拉欣接管伍德努克。1905年9月11日午夜，泰瑟王宮大火，其後於明早六時正撲滅，使宮殿之舞廳、台球室、房間內幾件家具及藝術收藏品皆付諸一炬，而整個宮殿更廢棄。
1907年2月10日，蘇丹允許新加坡狩獵俱樂部於泰瑟馬球場舉辦金卡納。其後，蘇丹新加坡允許汽車俱樂部於同年10月18日舉辦首屆汽車金卡納，而有30輛汽車參加。1910年11月30日，在新加坡芳林公園新加坡中華俱樂部會所開議，並宣布蘇丹願意租用該場地21年，其租金為前七年每月150新元，之後七年每月250新元，最後七年每月350新元，而此俱樂部認可。
1910年12月7日，第16任海峽殖民地總督約翰·安德遜於廢棄泰瑟王宮開會，由新加坡各個俱樂部之成員參加，泰瑟鄉村俱樂部於焉成立。該俱樂部提出計劃成為泰瑟別墅之承租人；但其須解決債券問題及其他事項，其中包括大廳及公寓之劃分、舞廳之重建以及附近新建築的興建。然而，後來在1912年初，據報此計劃在東陵俱樂部的一次會議上失敗。

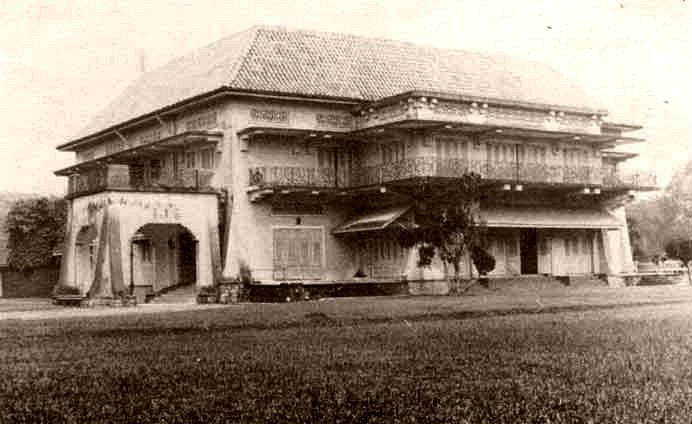
伍德努克王宮（1935年至今）

新加坡馬球俱樂部最後一次以泰瑟馬球場為訓練場是在1915年1月9日。1924年，分隔泰瑟及新加坡植物園之花園路更名為泰瑟大道。1932年，在不遠的另一座山上之舊址上重建一座新宮殿——伍德努克王宮 （柔佛州之伍登·約克王宮），並於1935年9月竣工，作為蘇丹·依布拉欣及其新婚妻海倫·依布拉欣之替代住所。據報，破舊的泰瑟王宮在1935年蘇丹之招標下拆除。

### 第二次世界大戰
1939年，當時駐紮在柔佛州的蘇丹·依布拉欣允許印度軍隊駐紮泰瑟部分地區，即前泰瑟王宮、前泰瑟馬球場及其附近，並將其改建為軍營區，其中包括許多為第二次世界大戰準備的機械化車輛。
與此同時，1939年8月8日，Ian MacAlister Stewart中校率領之亞皆老及修打蘭高地兵團第二營從印度抵達新加坡，並先暫居於吉爾曼軍營。
第12印度步兵旅總部及印度軍事醫院（由一組茅草屋組成）由承包商 A. G. Dobb and Co. 在泰瑟公園為第 4/19 海德拉巴軍團及第 5/2 旁遮普軍團建造。
此後，阿皆老及修打蘭高地第二營於1939年12月遷往泰瑟公園，隸屬於Archibald Charles Melvill Paris指揮之第12印度步兵旅，而該莊園在新聞及駐紮在該處之軍隊稱為「泰瑟公園」、「泰瑟營地」或「泰瑟公園公園營地」。  
1941年8月7日，伯蒂亞拉邦王公芬德拉·辛格訪新加坡兩日以檢查其防御工事時，亦於周四下午參訪泰瑟公園之印度軍事醫院。 
1942年1月29日，第210名英國皇家海軍陸戰隊即馬來亞海戰中沉沒的威爾斯親王號戰列艦及反擊號戰鬥巡洋艦之倖存者轉移至泰瑟公園。1942年2月3日稍晚，彼等被合併名為「普利茅夫·修打蘭」之複合營（乃指阿皆老人與普利茅夫足球會之隸屬關係，而所有海軍陸戰隊均來自普利茅夫區）。

### 日本入侵新加坡
1942年2月9日，新加坡戰役期間，普利茅夫阿皆老人機隊於凌晨出發，前往登加空軍基地。
伍德努克王宮以「Tyersall Palace」之名 暫作高登·班涅特少將指揮之AIF 2/30營總部。
1942年2月11日，戈登高地兵團第二營從由炸毀的樟宜伯德伍德軍營轉移至泰瑟公園，並前往武吉知馬與日軍侵略者作戰。日本迫擊炮襲擊之爆炸表明荷蘭路與烏魯班丹路附近之交匯處已被日本帝國陸軍佔領，而班涅特少將則將指揮部由伍德努克撤至東陵軍營。
雖印度軍事醫院屋頂上畫着紅十字，但為日本戰機燃燒彈之火所燒毁。
翌日，即1942年2月12日下午，普利茅夫亞皆老倖存者返還泰瑟公園，卻發現自己已參與其大型救援行動。
據後來估計，該地區約有700名醫護人員及病人被燒死。

### 日本佔領新加坡
1942年2月17日，日本佔領新加坡後，Piper Charles Stuart受日本命令而將幸存的普利茅夫亞皆老人由泰瑟公園遷至樟宜。
此公園後來成為新加坡金德邦部隊Gurbaksh Singh中校領導下之七個關押印度陸軍人員的戰俘營之一，而1945年之前一直受日本帝國陸軍監管。

### 戰後
1945年新加坡解放後，東南亞司令部（SACSEA）總部設於泰瑟公園，58名婦女志願軍亦駐紮於該處。1946年，伍德努克王宮曾短暫地由將軍邁爾斯鄧普西爵士及總司令Montagu Stopford爵士佔領 ，直到11月司令部解散。
1947年1月16日，馬來亞聯合邦總督馬爾科姆·麥克唐納與其妻佔據此宮殿。1948 年，此宮殿獲還予蘇丹以為其新加坡官邸。
1954年，泰瑟公園出租為軍事用途，1959年，莊園歸還予柔佛蘇丹。 1959年4月17日，柔佛州議會批准撥款5,000新元維修泰瑟公園。

## 最近發展
1990年12月，新加坡政府循柔佛州收購前泰瑟公園之一部分。2004年6月1日，裁定賠償2500新元，以收購泰瑟。2004年6月9日，因與柔佛州就獲得賠償之所有權而有爭議，故征收人獲得法院命令，並賠償於法院。 
2009年，新加坡政府於柔佛州收購前泰瑟公園 24.4公頃土地之9.8公頃，以為新加坡植物園「泰瑟」擴建之一部分，其中包括重新定位現有之泰瑟大道、拆除泰瑟大道沿綫兩根歷史悠久的門柱（曾經通往前泰瑟及伍德努克王宮）、重組新加坡國家胡姬園及薑花園之游客通道、建立淡水沼澤森林以及擴建國家胡姬園。
2017年3月31日，新加坡植物園新擴建部份由新加坡第三任總理李顯龍正式揭幕，並命名為「學習森林」。
截至2019年，柔佛州東姑依斯邁為該莊園目前的註冊土地所有者，並劃該莊園為「綠地特殊用途」，亦即該地塊不會臨時開發為住宅及商業性質者。此外，Savills Singapore Pte Ltd高級董事Alan Cheong表示，若出售該房產，其至少可以賣到47億新元。
2021年9月26日，據報道，柔佛東姑依斯邁之代表自去年以來一直在與新加坡當局商討，以爭取允許在莊該園本身開發一系列高級住宅，但尚未達成最終決定。 

## 流行文化
泰瑟在關凱文之《我的超豪男友三部曲》的第一部小说《我的超豪男友》（2013年）中首次提及，重新想像為64-英畝（26-公頃）的公園，而該莊園則屬於Nick Young之祖母商淑怡。此後，此莊園成為關氏三部曲中之第三部亦為最後的一部小說《富人問題》 （2017年）內之一個主要情節點。
2018年，根據同名小說改編電影《我的超豪男友》的製作中，以馬來西亞吉隆坡湖濱公園（Perdana Botanical Gardens）之兩座廢棄殖民時期豪宅組成之前豪華酒店Carcosa Seri Negara為背景，描繪了受限制之泰瑟公園豪宅的內外部。其後，在後期制作中以數碼方式將一個湖添加到莊園場地上。